# الرحاب (القاهرة)
الرحاب هو حي سكني يقع في مدينة القاهرة الجديدة شرق محافظة القاهرة، مصر. تعتبر أول مدينة سكنية متكاملة ينشئها القطاع الخاص في مصر.[وصلة مكسورة] تقع الرحاب على طريق السويس الصحراوي وتبعد 15 دقيقة عن مدينة نصر ومصر الجديدة.
تنقسم المدينة إلى عشرة مراحل (أحياء) كل منها علي مساحة 220 فدان. وتقع المدينة على مساحة 10 كيلومتر مربع وتتسع إلى ما يقارب 200 ألف نسمة. بدأ تنفيذها في أكتوبر 1997 وما زال البناء فيها جاريا حيث تبقّى أربع مراحل لم يتم الانتهاء منهم. والشركة مالكة المشروع هي مجموعة طلعت مصطفى العقارية.
معدل الكثافة السكانية بالمدينة بلغ في 2003 نحو 85 فردا على الفدان الواحد مقارنة ب 600 فرد على الفدان في بعض مناطق القاهرة. تمتاز المدينة بالمساحات الخضراء الواسعة وتسمى بالمدينة الخضراء وأيضا ترتفع المدينة عن سطح البحر أكثر من ارتفاع جبل المقطم بالقاهرة مما يزيد من معدل التيارات الهوائية التي تجعل الجو أفضل بكثير من مناخ القاهرة وخصوصا ليلاً.
هشام طلعت مصطفى كان أول من أقام مدينة سكنية متكاملة الخدمات يتم تطويرها بواسطة القطاع الخاص، مقدماً رؤية جديدة للحياة في مصر، متجسدة في مدينة «الرحاب» بالقاهرة الجديدة، والتى تمتد على مساحة تربو على 10 ملايين م2، وتتسع لاستيعاب 200,000 نسمة، وتتوفر بها كافة الخدمات والمرافق التي يحتاجها السكان، الأمر الذي جعل من «الرحاب» قصة نجاح فعلية في مجال التطوير العمراني ونموذج فريد يستحق الدراسة.

## الخدمات الدينية والتعليمية

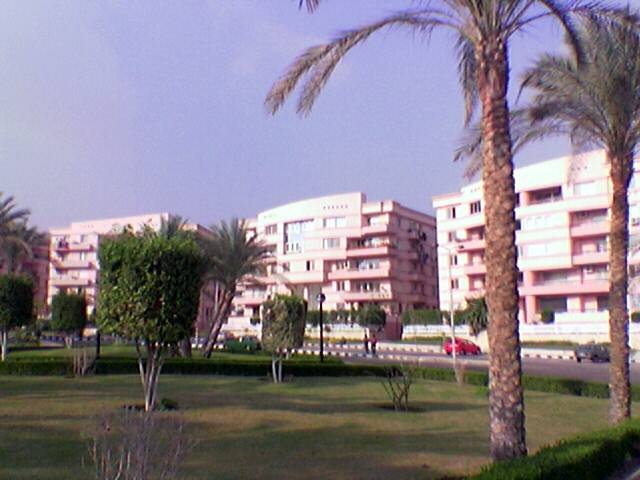
عمارات سكنية بالرحاب

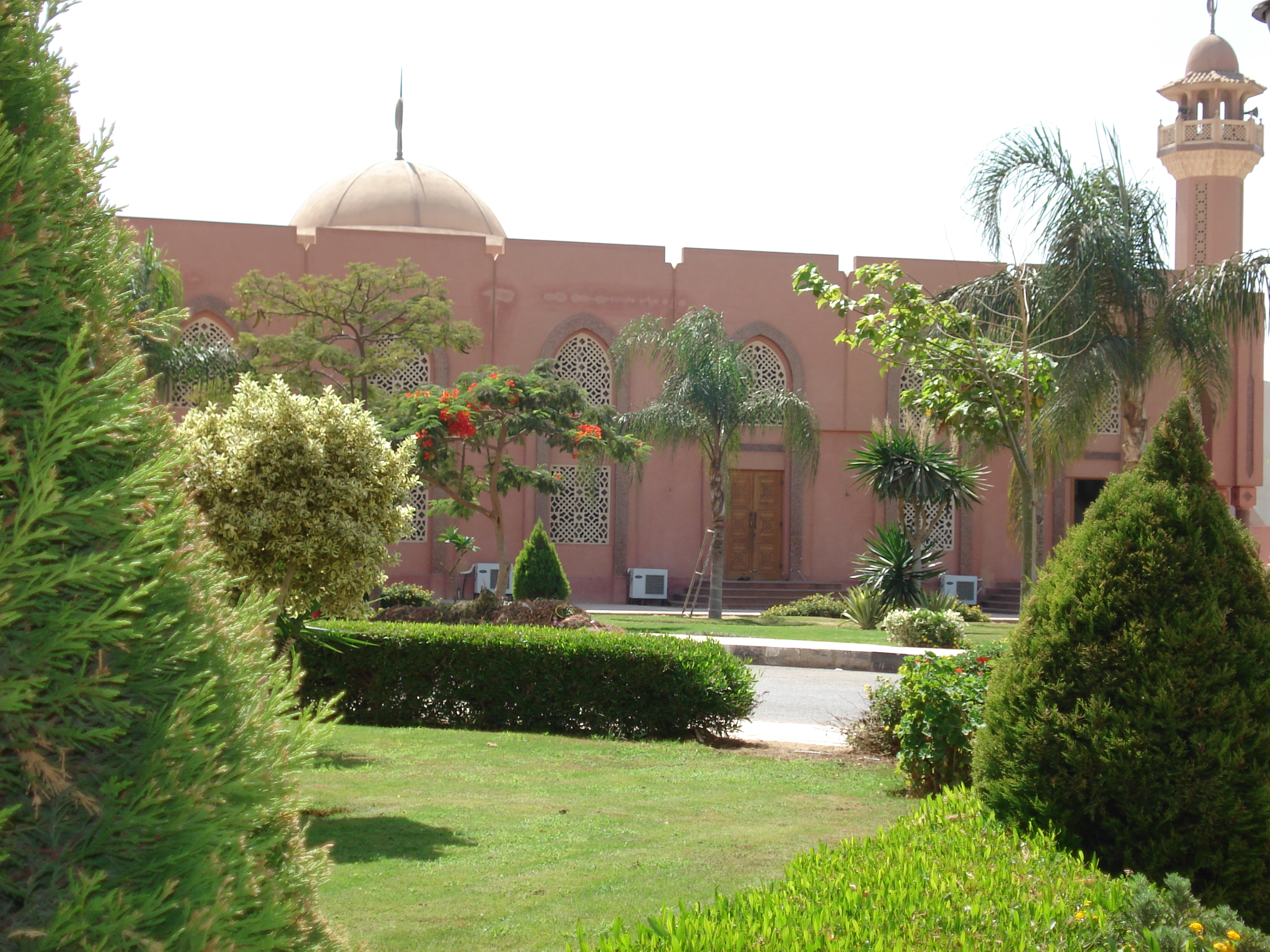
أحد مساجد الرحاب

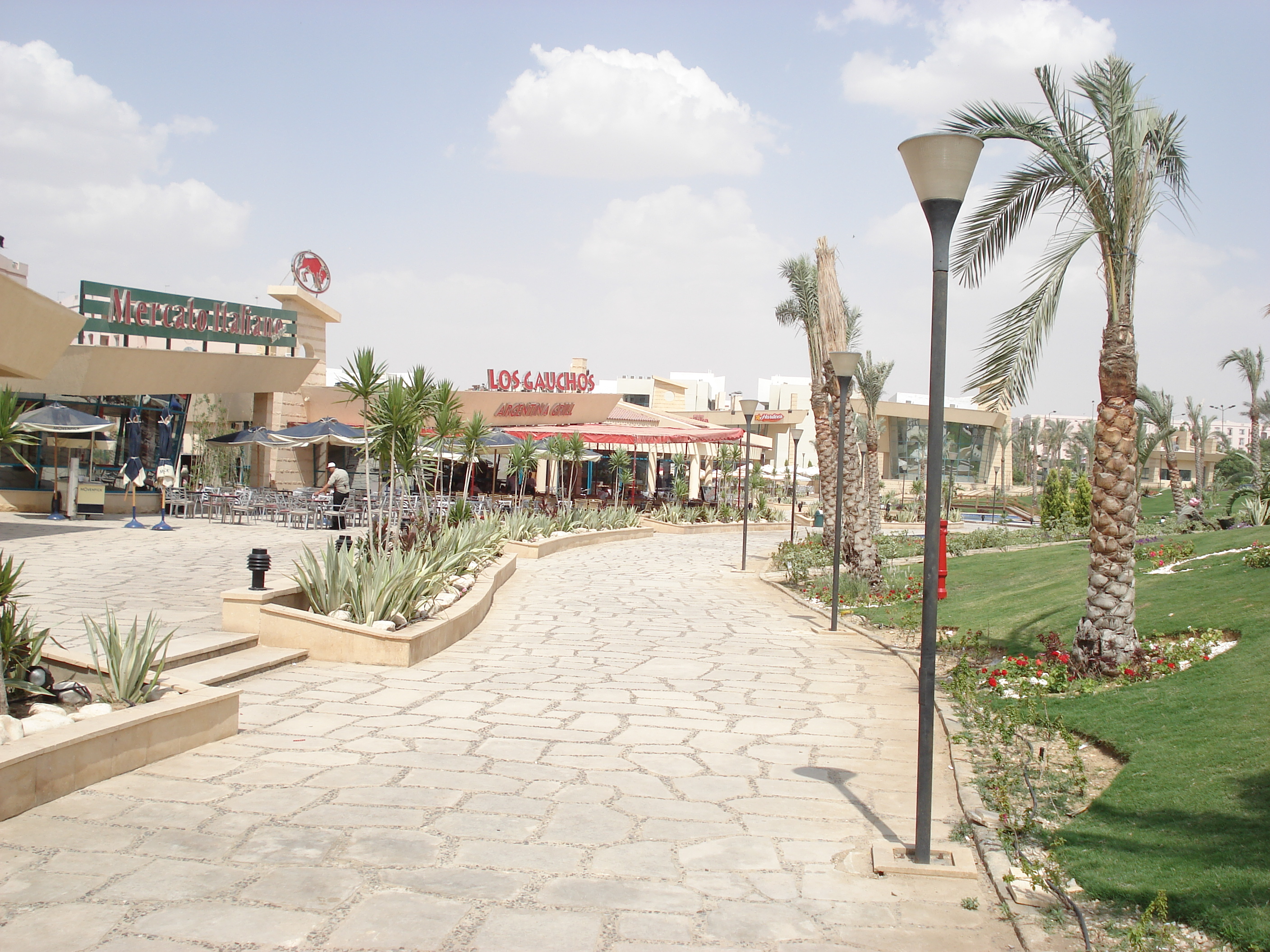
منطقة المطاعم

كل مرحلة في مدينة الرحاب لها مسجدها الخاص، هذا بالإضافة إلى مسجد خاص بالسوق التجاري. وتتميز مساجد الرحاب باتساعها حيث يتسع كل مسجد فيها لما يقارب ألفي مصلِ. كما يوجد بالمدينة أيضا كنيسة كبيرة. تحتوي مدينة الرحاب على أربع مدارس خاصة. هي المدرسة البريطانية ومدرسة المستقبل للغات والمدرسة الألمانية ومدرسة عثمان بن عفان.

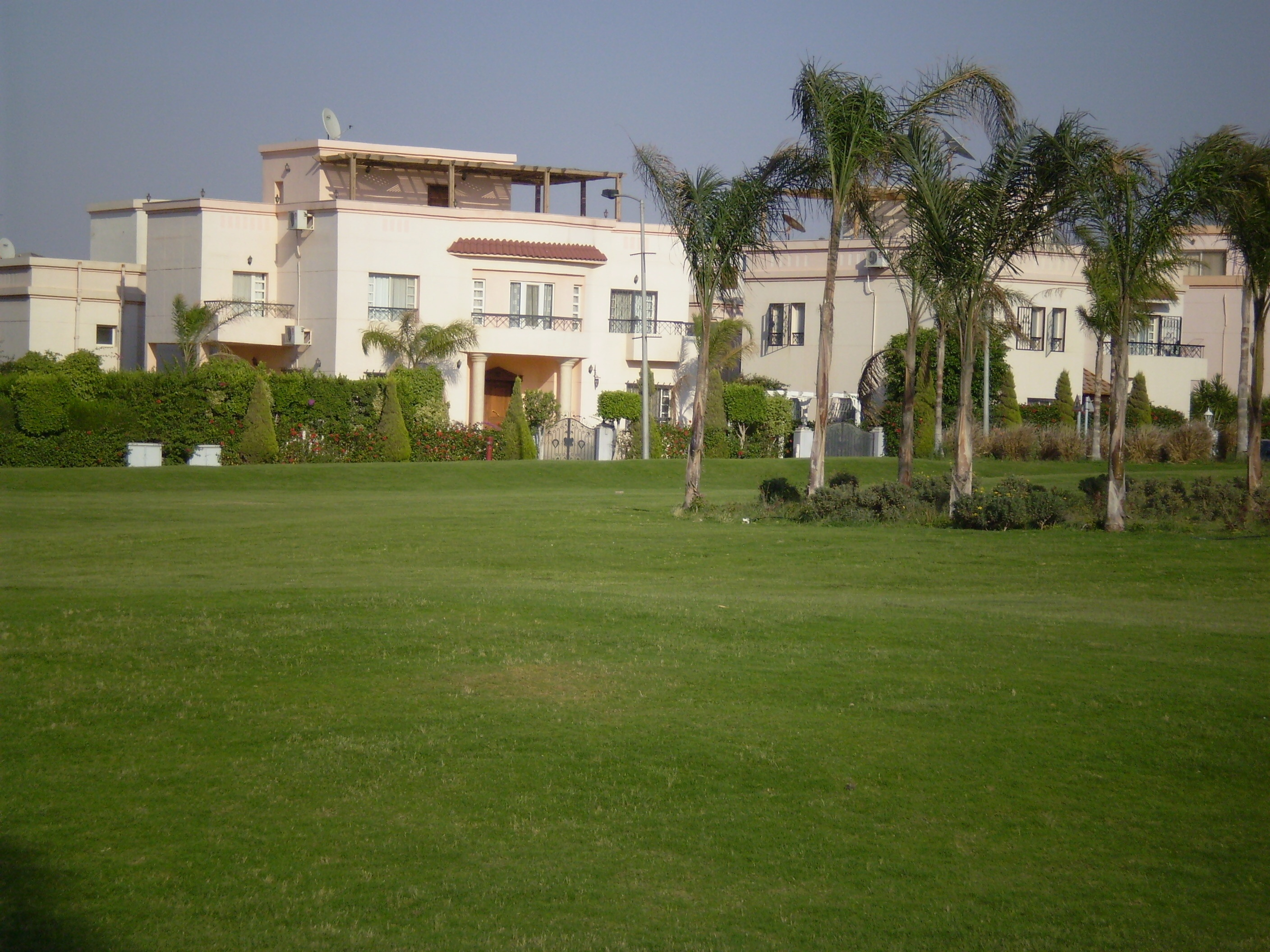
فلل سكنية بالرحاب

## الخدمات التجارية
يوجد بالمدينة سوقين تجاري كبير و كما تحتوي على منطقة مطاعم و 4 مولات تجارية ومنطقة بنوك ومبنى إداري للمكاتب والشركات ومركز طبي به عيادات طبية.

## الشهر العقاري
هشام طلعت مصطفى قام بافتتاح مكتب الشهر العقاري المطور بالرحاب يوم الخميس الموافق 12 ديسمبر 2019، وأن افتتاحه يأتي في إطار خطة مجموعة طلعت مصطفى لتحويل الرحاب ومدينتي إلى مدن ذكية توفر كافة الخدمات للسكان وفق أحدث الوسائل التقنية.

## خدمات أخرى
يتوسط المدينة نادي الرحاب الرياضي والاجتماعي والذي تبلغ مساحته 200 فدان. يوجد لكل مرحلة خط أتوبيس خاص بها كما يوجد خط أتوبيس خارجي يذهب لسراي القبة وآخر لمدينة نصر. تحتوي المدينة أيضا على قاعات للأفراح والمناسبات ويتواجد بالمدينة قسم شرطة ونقطة إطفاء ومحطة بنزين بجوار بوابة 13 الرئيسية.